# Це трапилося в Голлівуді
Це трапилося в Голлівуді (англ. It Happened in Hollywood) — американська кінокомедія режисера Гаррі Лачмана 1937 року.

## У ролях
- Річард Дікс — Тім Барт
- Фей Рей — Глорія Гей
- Віктор Кіліан — Слім
- Франклін Пенгборн — містер Форсайт
- Чарльз Арнт — Джед Рід
- Гранівіль Бейтс — Сем Беннетт
- Вільям Б. Девідсон — Аль Говард
- Артур Лофт — Піт
- Едгар Діарінг — Джо Стівенс
- Джеймс Донлан — Коротун
- Білл Берруд — Біллі
- Зеффі Тілбурі — міс Гордон
- Гарольд Гудвін — Бак